# Montjòi (Aude)
Montjòi (en francès Montjoi) és un municipi de França de la regió d'Occitània, al departament de l'Aude.